# Parafia św. Anny w Jasienicy
Parafia Świętej Anny w Jasienicy – parafia rzymskokatolicka należąca do dekanatu Sułkowice. Została erygowana 11 kwietnia 1982.